# AA.20
El AA.20 fue un misil aire-aire francés desarrollado por Nord Aviation, y uno de los primeros misiles adoptados en servicio en Europa Occidental. La producción comenzó en Chatillon, Francia, en 1956. Se produjeron aproximadamente 6000 misiles del tipo, que permanecieron en servicio hasta 1960.

## Desarrollo
El desarrollo del misil AA.20 comenzó en 1953, cuando el gobierno francés firmó un contrato con SFECMAS, que posteriormente se fusionó con Nord Aviation. Desarrollado junto con el misil antitanque SS.10, fue designado Tipo 5103. Los objetivos del proyecto eran simples, ya que el AA.20 siempre fue considerado como un escalón hacia un misil más avanzado, que se materializaría como el Matra R.530.

## Descripción
El AA.20 fue guiado por comando, utilizando un sistema similar al utilizado por los misiles antitanques de Nord, con el misil siendo dirigido visualmente desde el avión de lanzamiento. Las alas fijas en ángulo proporcionaron una velocidad de balanceo constante, mientras que un giroscopio proporcionaba información sobre la orientación del misil al mecanismo de control. En el lanzamiento, un cohete sólido de doble cohete se disparaba para que el misil alcanzara su velocidad, después de lo cual un único cohete sustentador de combustible sólido mantenía la velocidad después del agotamiento del propulsor. Cuatro cuchillas de interrupción, colocadas alrededor de la tobera del motor de sustentación, proporcionaron dirección, mientras que una bengala montada en la parte trasera del misil ayudaba en el seguimiento visual para obtener orientación.
La ojiva AA.20 era un tipo de explosivo de fragmentación de 23 kilogramos, detonada por una espoleta de proximidad configurada para disparar la ojiva a una distancia de 15 metros del objetivo. El alcance del misil de 134 kilogramos fue de aproximadamente 4 kilómetros. La guía de comando del AA.20 permitió que se usara en un papel secundario como un misil aire-superficie, aunque también significaba que el misil no podía usarse en la noche o con mal tiempo.
La forma general del misil se utilizaría más tarde en una serie de misiles aire-tierra, el AS-20 y luego el AS-30, que evolucionaron hasta convertirse en la variante guiada por láser AS-30L (la primera arma aire-tierra guiada por láser francesa).

## AA.25
Dirigido a abordar las principales fallas del AA.20, específicamente el hecho de que el misil no se podía usar en la noche o en condiciones meteorológicas adversas, los franceses desarrollaron la AA.25, que era esencialmente una versión de guía por radar, utilizando el haz de seguimiento del objetivo del radar CSF Cyrano Ibis instalado en el Mirage-IIIC. Muchos misiles AA.20 se convirtieron al estándar AA.25. Se planeó otra versión del misil, designada como AA.26, con localización por radar semiactivo, pero en su lugar se adoptó el misil Matra R.511 de la competencia.
- Datos: Q4649707